# 貝塚市立中央小学校
貝塚市立中央小学校（かいづかしりつ ちゅうおうしょうがっこう）は、大阪府貝塚市麻生中にある公立小学校。

## 沿革
- 1872年（明治5年）6月 - 麻生中正満寺堂舎を借り受け、中村学校を創立。通学区域は麻生中、鳥羽、石才、半田、堤、王子、地蔵堂、橋本、清児、名越。
- 1885年（明治18年）8月 - 麻生中小学校と改称。
- 1887年（明治20年）4月 - 麻生中尋常小学校と改称。
- 1888年（明治21年）5月 - 麻生中簡易小学校と改称。
- 1889年（明治26年）4月 - 通学区域を変更し、麻生中、半田、鳥羽、新井、福田となる。
- 1908年（明治41年）4月 - 合併により、麻生郷尋常小学校と改称。麻生中は分校となる。
- 1909年（明治42年）1月 - 麻生中分校が廃止される。以来、現中央小学校区児童は、現東小、西小へ通学。
- 1950年（昭和25年）
  - 時期不詳 - 中央小学校設立の機運が起こる。
  - 4月 - 中央小学校設立資金として、南 一郎氏より100万円の寄付される。貝塚市へ収納される。
- 1951年（昭和26年）
  - 2月 - 中央小学校設立の件が貝塚市議会で議決される。
  - 3月30日 - 地元民より校舎建設費および敷地の寄付を受ける。
  - 12月5日 - 第一期工事に着工する。
- 1952年（昭和27年）
  - 4月1日 - 麻生中854番地に新設校として開校。通学区域は麻生中、石才、鳥羽、半田門前となる。
  - 4月8日 - 東小学校より144人、西小学校より48人を編入し、新入児童の入学式を挙行する。
  - 4月10日 - 新築第一期工事落成する。
  - 4月18日 - PTAが結成される。
  - 5月1日 - 校章が制定される。
  - 5月10日 - 児童及び来賓500余人が出席し、開校式を挙行。
  - 5月15日 - 開校式が挙行される（以来、創立記念日となる）。
  - 11月30日 - 普通教室3教室、特別教室などが増築される（1139.14坪、工費305万円）。
- 1955年（昭和30年）3月31日 - 校舎2教室などが増築される（64.33坪、工費1670万500円）。
- 1957年（昭和32年）9月28日 - 運動場が拡張整地される。
- 1962年（昭和37年）12月 - 講堂兼体育館竣工。創立10周年講堂落成記念式典が行われる。
- 1965年（昭和40年）4月1日 - 校地内に市立幼稚園が併設される。
- 1972年（昭和47年）10月8日 - 校歌を制定する（作詞 縣 喜久夫、作曲 小川 研二）。創立20周年懇談会が行われる。
- 1977年（昭和52年）4月1日 - 半田地区校区変更に伴い、東小より124名が転入する。
- 1982年（昭和57年）
  - 2月1日 - 校舎改築完成。
  - 5月15日 - 創立30周年記念式典が行われる。
- 1983年（昭和58年）3月31日 - 放送設備が設置される（視聴覚室）。
- 1988年（昭和63年）9月20日 - 体育倉庫が新設される。玄関前に防火水槽が設置される。
- 1989年（平成元年）
  - 4月1日 - ボランティア協力校となる。
  - 10月31日 - 消火栓工事が完成する。
- 1991年（平成3年）
  - 2月28日 - 体育館照明を昇降式に切り替える。
  - 1月～3月 - サンシティ地区に入居がはじまる。サンシティ地区が校区となる。
  - 4月 - 府・市指定同和教育協同推進校となる。
- 1992年（平成4年）
  - 5月15日 - 創立40周年を迎える。
  - 8月31日 - うんてい、のぼり棒等を取りかえる。
  - 9月 - 学校週5日制がはじまる。
- 1993年（平成5年）
  - 1月～3月 - サンシティ地区（二番館）に入居がはじまる。
  - 3月 - 40周年記念誌が編集される。

## 通学区域
- 鳥羽（一部東小、北小校区もあり）、 石才（一部西小、南小、北小校区もあり）、橋本（一部）、清児（一部）、麻生中（一部木島小校区もあり）、半田（一部東小校区もあり）、麻生中（一部木島小校区もあり）、津田（一部北小、東小校区もあり）、久保（一部）、半田及び半田三丁目（一部東小校区もあり）、半田一丁目、半田二丁目、半田四丁目[1]

※卒業後は基本的に貝塚市立第一中学校又は貝塚市立第二中学校に進学する。